# 费德里柯·费里尼
費德里柯·費里尼（義大利語：Federico Fellini，1920年1月20日—1993年10月31日），義大利藝術電影導演，同時也是演員及作家。費德里柯·費里尼出生於義大利的里米尼市，並在義大利電影導演羅伯托·羅塞里尼幫助下，開始參與電影製作。費德里柯·費里尼曾先後5次摘取奧斯卡金像獎。
費德里柯·費里尼以獨特的風格聞名於世，特別是混合夢境與巴洛克式华丽影像的電影作品。他被認為是20世紀影響最廣泛的導演之一。

## 生平
在貝尼托·墨索里尼的法西斯黨統治義大利期間，他與弟弟里卡多都參加一個名為Avanguardista的青年法西斯團體，當時義大利的年輕男子都被迫參加這個團體。費里尼在1939年春天搬到羅馬，並且在《Marc’Aurelio》這本非常受到歡迎的週刊寫文章。他也在這段時間認識阿尔多·法布里齐（Aldo Fabrizi），開啟後來合作電影演出的契機。
費里尼在1942年認識了茱麗葉塔·瑪西納（Giulietta Masina），並在1年之後（1943年10月30日）結為夫妻。費德里柯·費里尼與茱麗葉塔·瑪西納於是開始他們在電影史上令人印象深刻的合作關係。在結婚幾個月後，瑪西納從樓梯上摔倒，並因此而流產。在1945年3月22日，他們的孩子Pierfederico出生，但是在同年的4月24日就夭折了。這些悲慘的事件深刻影響到費里尼與瑪西納，尤其顯露在費里尼的代表作－《大路》當中。法西斯政府在1943年7月25日下台，而羅馬則在1944年6月4日被盟軍所佔領。同時，導演羅伯托·羅塞里尼與費里尼碰面，商討拍攝電影《羅馬，不設防的城市》的計畫。後來羅塞里尼同意採用艾多·費布里茲當主角，費里尼則撰寫劇本。
費里尼在1993年獲得奧斯卡終身成就獎。同年10月31日，他因心臟衰竭和呼吸系統功能性障礙不治，在羅馬的翁貝托一世醫院逝世，當天正是他與瑪西納結婚50周年的隔天。義大利政府後來為他舉行國葬，而聯合國教科文組織則鑄造了費里尼勳章。瑪西納也在6個月後因肺癌（1994年3月23日）而去世。費里尼、瑪西納與他們的兒子都葬在由雕刻家波莫多羅（Arnaldo Pomodoro）所雕塑的墓地中，這座墓地則位於里米尼公墓的主要入口上。

## 電影生涯

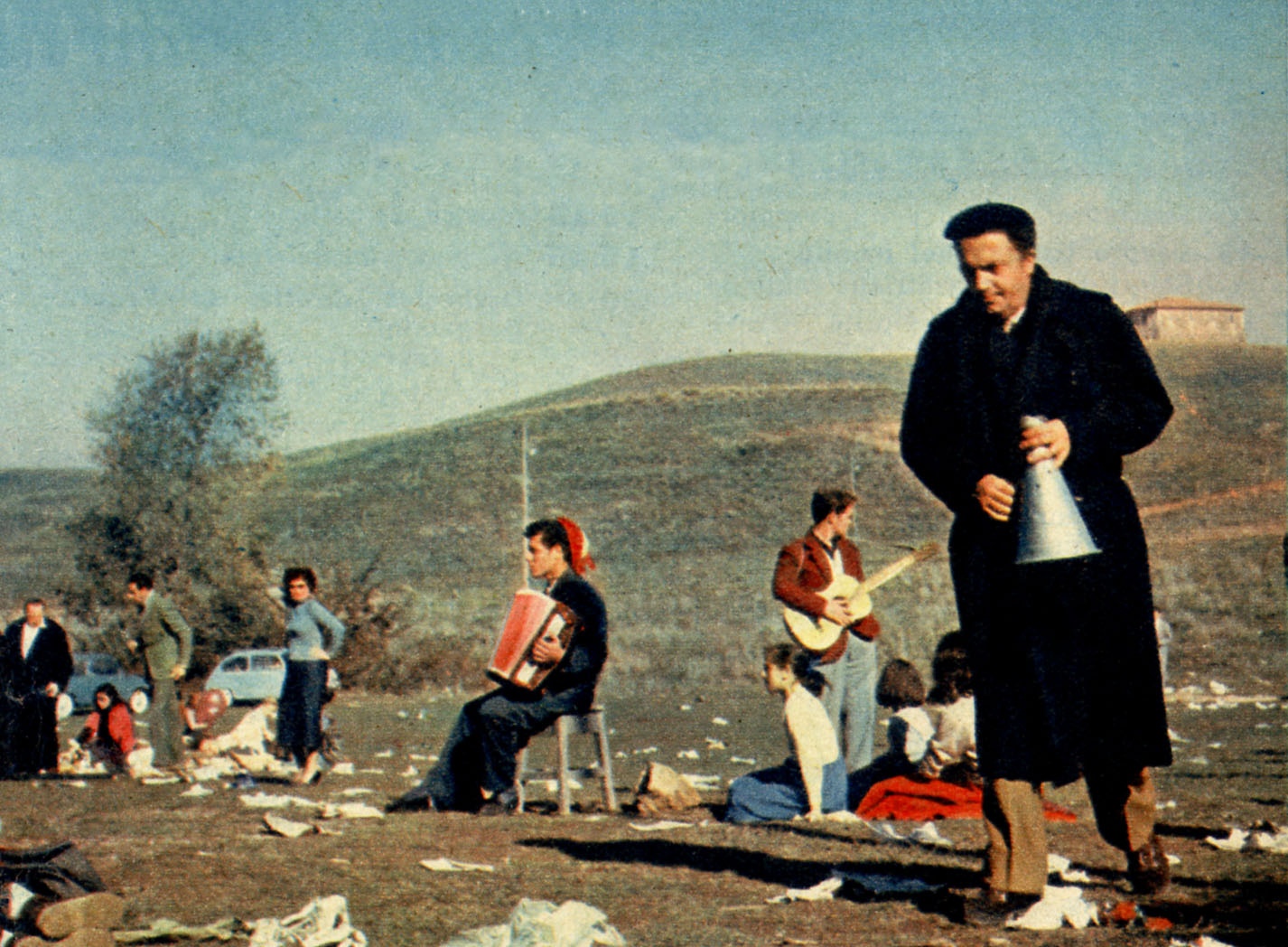
1956年，费里尼在《卡比利亞之夜》摄制现场

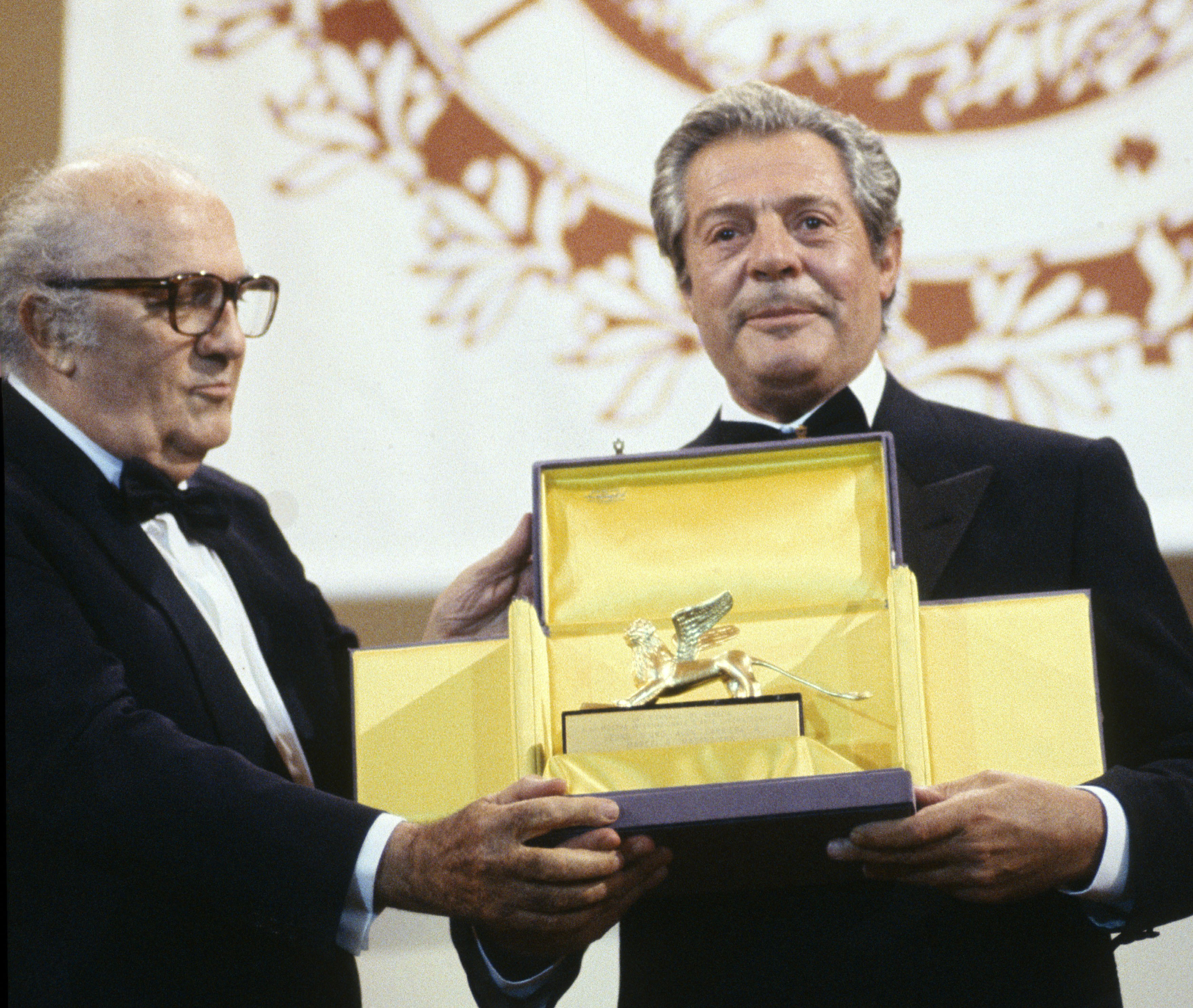
1990年第47屆威尼斯影展，费里尼为与其多次合作的影星马切洛·马斯楚安尼颁发荣誉金狮奖

費里尼執導的首部電影是1950年的《賣藝春秋》，並藉著阿尔贝托·拉图阿达（Alberto Lattuada）這位經驗豐富的導演的協助。當《賣藝春秋》上映時，費里尼剛年滿30歲，但是最後這部作品票房不佳，且得到較多負面的評價。《賣藝春秋》的製片公司後來因此而倒閉，導致費里尼與拉陶達負債累累，並且直到10多年後才還清負債。
《白酋長》（1952年）是費里尼首部單獨執導的電影，由阿尔贝托·索尔迪（Alberto Sordi）所主演。這部電影是根據米開朗基羅·安東尼奧尼於1949年所編寫的劇本所修飾的。安東尼奧尼原先提供這部劇本給亞伯托‧拉陶達，但是拉陶達因為不滿意劇本而作罷。費里尼後來在卡洛·蓬蒂（Carlo Ponti）的支持下，將它搬上大螢幕。
費里尼後來開始與作曲家尼諾·羅塔（Nino Rota）合作，他們在1945年的羅馬互相認識。費里尼與尼諾．羅塔的合作相當成功，並且持續到1979年的《樂團綵排》為止（尼諾．羅塔於1979年去世）。
在費里尼義大利新寫實主義時期（1950年－1959年）結束後，影響他最大的是心理學家卡爾·榮格。費里尼在1961年首次接觸到卡爾·榮格的思想。他後來將此思想融入作品《8½》、《鬼迷茱麗葉》、《愛情神話》、《卡萨诺瓦》與《女人城》（1980年）當中。
費里尼的電影受到廣泛的讚譽，並且贏得4次奧斯卡最佳外語片獎：《大路》（1954年）、《卡比利亞之夜》（1957年）、《8½》（1963年）與《阿玛柯德》（1973年）。《生活的甜蜜》（由马切洛·马斯楚安尼所主演）則獲得坎城影展金棕櫚獎，並且被認為是1960年代的縮影。這部電影也產生狗仔隊這個新的名詞，是由Paparazzo這個字所發展出來的，他是電影劇情中專門挖掘隱私的記者。
雖然費里尼聲稱一些電影作品是根據過去的回憶來拍攝的，不過費里尼的親密好友，包括編劇图利奥·皮内利（Tullio Pinelli）、贝纳迪诺·扎波尼（Bernardino Zapponi）、攝影師約瑟·萊東諾（Giuseppe Rotunno）與設計師丹特·费雷蒂（Dante Ferretti）則堅持費里尼會捏造自己的回憶並加入電影的劇情當中。

## 影響
费里尼的电影融合了回忆、梦境、幻想和欲望，展现了一幅高度个人化的社会图景。费里尼的电影成为奢靡、奇特、华丽的艺术形式的代名词。
費里尼的電影影響許多同時代或是後來的電影導演，包括伍迪·艾倫、大衛·林區、格里什·卡萨拉瓦利、大衛·柯能堡、史丹利·庫柏力克、馬丁·史柯西斯、提姆·波頓、佩德羅·阿莫多瓦、泰瑞·吉廉與艾米爾·庫斯杜力卡等知名導演都表示費里尼影響了他們的作品。其中伍迪·艾倫特別使用了費里尼的主題來拍攝幾部電影，《星塵往事》仿照《8½》、《那個時代》則是《阿瑪柯德》的回憶。
波蘭導演沃伊切赫·哈斯兩部重要的作品：《薩拉戈薩的手稿》與《砂制時鏡下的療養院》是現代主義幻想的出色作品，而且因為「華麗的幻想」而被拿來與費里尼的電影比較。

## 榮譽
費里尼的作品獲獎無數，包括奧斯卡獎、2座銀獅獎、1座金棕櫚獎與莫斯科电影节首獎。費里尼在1990年獲得日本美術協會頒發的高松宮殿下記念世界文化賞（總共包括繪畫、雕刻、建築、音樂與電影5個方面的獎項）。
里米尼的費德里柯·費里尼機場則是為了紀念費里尼的貢獻而命名的。

## 作品年表（含編劇作品）
- 1989 《月亮的聲音》/《月吟》（La voce della luna）
- 1987 《費里尼的剪貼簿》/《訪談錄》（Intervista）
- 1986 《金格和弗萊德》或譯《舞國》（Ginger and Fred）
- 1983 《大海航行》或譯《揚帆》（E la nave va）
- 1980 《女人城》（La città delle donne)）
- 1978 《樂隊排演》（Prova d'orchestra）
- 1976 《卡薩諾瓦》（Il Casanova di Federico Fellini）
- 1973 《阿瑪柯德》（Amarcord）
- 1972 《羅馬風情畫》/《羅馬》（Roma）
- 1970 《小丑》（I clowns）
- 1969 《愛情神話》（Fellini-Satyricon）
- 1969 《導演筆記》（Block-notes di un regista）
- 1968 《死亡精靈》/《勾魂攝魄》（Tre passi nel delirio）中的一段《該死的托比》（Toby Dammit）
- 1965 《鬼迷茱麗葉》/《茱麗葉與魔鬼》/《鬼迷茱麗》（Giulietta degli spiriti）
- 1963 《八又二分之一》《8½》（Otto e Mezzo）
- 1962 《三艷嬉春》（Boccaccio'70）中的一段《安東尼博士的誘惑》（The Temptation of Dr. Antonio）
- 1960 《甜蜜生活》（La Dolce Vita）
- 1957 《卡比利亞之夜》（Le notti di Cabiria/The nights of Cabiria）
- 1955 《騙子》（Il Bidone）
- 1954 《大路》（La Strada）
- 1953 《小牛》/《浪蕩兒》/《流浪漢》（I Vitelloni）
- 1951 《白酋長》（The White Sheik）
- 1950 《雜技之光》或譯《賣藝春秋》（Variety Lights）與Alberto Lattuada合導
- 1950 Francis, God's Jester 編劇兼副導
- 1948 The Miracle 編劇
- 1948 L'Amore 編劇
- 1946 《老鄉》（Paisan）編劇兼副導
- 1945 《不設防城市》（Rome, Open City）編劇兼副導

## 獲獎記錄
- 1953年：《浪蕩兒》獲威尼斯電影節銀獅獎（金獅獎空缺）。
- 1954年：《大路》獲威尼斯電影節銀獅獎、奧斯卡最佳外語片、紐約影評人協會最佳外語片。
- 1958年：《卡比利亞之夜》獲奧斯卡最佳外語片。
- 1960年：《甜蜜生活》獲戛納電影節金棕櫚獎、費比西獎、紐約影評人協會最佳外語片。
- 1963年：《八又二分之一》獲奧斯卡最佳外語片、最佳服裝設計獎，紐約影評人協會最佳外語片，莫斯科電影節大獎，柏林電影節評審團特別獎。
- 1965年：《茱麗葉和精靈》獲紐約影評人協會最佳外語片。
- 1974年：《阿瑪柯德》獲奧斯卡最佳外語片、紐約影評人協會最佳外語片。
- 1976年：《卡薩諾瓦》獲奧斯卡最佳服裝設計獎。
- 1993年：獲奧斯卡終身成就獎。

## 延伸閱讀
- Betti, Liliana (1979). Fellini: An Intimate Portrait. Boston: Little, Brown & Co.
- Bondanella, Peter (ed.)(1978). Federico Fellini: Essays in Criticism. New York: Oxford University Press.
- Fellini, Federico (2008). Fellini's Book of Dreams. New York: Rizzoli.
- Panicelli, Ida, and Antonella Soldaini (ed.)(1995). Fellini: Costumes and Fashion. Milan: Edizioni Charta. ISBN 88-86158-82-3
- Rohdie, Sam (2002). Fellini Lexicon. London: BFI Publishing.
- Tornabuoni, Lietta (1995). Federico Fellini. Preface Martin Scorsese. New York: Rizzoli.
- Walter, Eugene (2002). Milking the Moon: A Southerner's Story of Life on This Planet. Ed. Katherine Clark. New York: Three Rivers Press. ISBN 0-609-80965-2

## 外部連結
- 费德里柯·费里尼在互联网电影资料库（IMDb）上的資料（英文）
- 费德里柯·费里尼在豆瓣上的资料（简体中文）
- TCM电影资料库上费德里柯·费里尼的资料（英文）
- Fondation Fellini pour le cinéma (Switzerland) （页面存档备份，存于） 官方网站
- Felliniana Archive (USA) （页面存档备份，存于） Fellini's influence on popular culture
- 費裏尼官方網站